# Kuriosum
Als Kuriosum (Plural Kuriosa, auch Kuriosität, von lateinisch curiositas ‚Neugier‘) bezeichnet man Personen, Tiere, Gegenstände, Situationen oder Zustände, die auf jede denkbare Art und Weise seltsam, wunderlich, komisch oder skurril erscheinen oder wirken. Das Wesen eines Kuriosums besteht üblicherweise in der Verblüffung des Rezipienten, die durch ungewohnte oder überraschende Abweichungen von üblichen Verhaltensmustern oder Denkweisen entsteht. Ein Kuriosum amüsiert, löst Neugier aus oder befriedigt sie. Auch Gegenstände, Menschen und Tiere, die in ihrer Figürlichkeit auf wunderliche oder verblüffende Art von den üblichen Normen abweichen, werden als Kuriosum bezeichnet.

## Geschichte

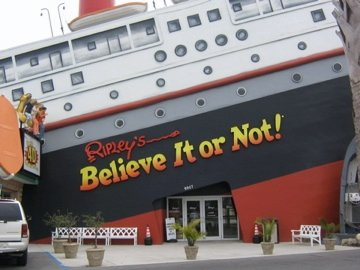
Panama City Beach, Florida Odditorium

Schon seit der Antike werden Kuriosa zusammengetragen und in Sammlungen öffentlich zur Schau gestellt. Diese Raritäten- oder Kuriositätenkabinette waren Vorläufer der sogenannten Wunderkammern in der Renaissance und im Barock, aus denen später die Museen hervorgingen. Häufig handelte es sich dabei um Menschen und Tiere, die körperlich entstellt waren und monströse Züge aufwiesen (Freak-Show). Noch bis etwa Mitte des 20. Jahrhunderts wurden neben stationären auch mobile Kuriositätenkabinette dieser Art betrieben, die Jahrmärkte und sonstige Volksfeste aufsuchten. Mittlerweile sind diese naturalistischen Kuriosa-Sammlungen in der westlich geprägten Welt weitgehend verschwunden. Manche meinen, es habe sich hier eine ethische Betrachtungsweise durchgesetzt, die eine Zurschaustellung menschlicher und tierischer Abnormitäten verbietet. Andere sehen lediglich eine Verlagerung in die Sensationsberichterstattung der Massenmedien: „Die Menschen gieren auch danach, Bilder zu sehen von Katastrophen, und das bietet ihnen das Fernsehen. […] die Zuschauer wollen was sehen. Die wollen im Prinzip, wenn man so will, blutende Leichen sehen oder zerschossene Häuser oder verwüstete Landschaften oder ausbrechende Vulkane. Und je mehr passiert im Bild, desto interessanter ist es für den Zuschauer.“ (Lothar Mikos: Deutschlandradio)
Andere öffentlich zugängliche Sammlungen bestehen weiterhin. So sammelte beispielsweise der amerikanische Comic-Zeichner und Radioreporter Robert Ripley auf seinen zahlreichen Weltreisen Kuriosa der unterschiedlichsten Art. 1933 schuf er in seiner Heimatstadt Chicago aus den Sammlungsstücken ein neues Museum, Ripley’s Odditorium (von engl. odd; seltsam, sonderbar, merkwürdig). Heute existieren weltweit über 20 derartiger Odditorien, die meisten davon in den USA.
Das Onlinemagazin mit dem bezeichnenden Namen JURios hat sich auf kuriose Rechtsnachrichten über das deutsche Jurastudium spezialisiert.